# Septotextularia
Septotextularia es un género de foraminífero bentónico de la subfamilia Septotextulariinae, de la familia Textulariidae, de la superfamilia Textularioidea, del suborden Textulariina y del orden Textulariida. Su especie tipo es Septotextularia rugosa. Su rango cronoestratigráfico abarca el Holoceno.

## Clasificación
Septotextularia incluye a las siguientes especies:
- Septotextularia rugosa